# Uhrradstempel

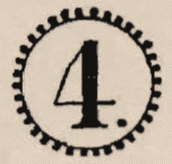
Uhrradstempel Nr. 4

Die Uhrradstempel waren Poststempel, die ab 1859 in Baden eingesetzt wurden.

## Einführung
Mit der Ausgabe erster badischer Briefmarken im Jahr 1851 wurden auch Nummernstempel zur Entwertung der Briefmarken eingeführt. In der Reihenfolge des Anfangsbuchstabens des jeweiligen Hauptpostortes erhielt jeder Postbezirk eine eigene Nummer.
Unter dem Oberbegriff „Landpostanstalten“ wurden mit Verordnung vom 24. Februar 1859 von der Postverwaltung sowohl Briefladen als auch Postablagen eingerichtet. Die Postablagen wurden an wichtigen Orten eingerichtet, die Briefladen waren ausschließlich für Briefpost bestimmt. Die Briefladen eines Postkreises waren von 1 bis 50 nummeriert, die jeweiligen Uhrradstempel mit einer Schnur oder Kette darin befestigt.
Mit dem Uhrradstempel stempelte der Postbote bei der Leerung der Postladen die entnommenen Postsachen ab.

### Beispiele
Im Bereich des Landpostbezirks Offenburg gab es von 1859 bis 1864 den vier Botenbezirken entsprechend folgende Uhrradstempel in den Briefladen:
| Botenbezirk No. I - Rammersweier: 1. - Ebersweier: 2. - Durbach: 3. - Zell: 4. - Weierbach: 5. - Fessenbach: 6. | Botenbezirk No. II - Bohlsbach: 7. - Griesheim: 8. - Bühl: 9. - Weier: 10. - Waltersweier: 11. | Botenbezirk No. III - Schutterwald: 12. - Müllen: 13. - Altenheim: 17. - Dundenheim: 19. | Botenbezirk No. IV - Hofweier: 14. - Zunsweier: 15. - Elgersweier: 16. - Diersburg: 18. - Ortenberg: 20. - Niederschopfheim: 22. |

Im Bereich der Postexpedition Stockach gab es den drei Botenbezirken entsprechend folgende Uhrradstempel:
| Botenbezirk No. I - Hindelwangen: 1. - Zizenhausen: 2. - Mahlspüren im Hegau: 3. - Raithaslach: 4. - Münchhöf: 5. - Hoppetenzell: 6. - Mahlspüren im Tal: 7. - Winterspüren: 8. - Zoznegg: 9. - Schwackenreute: 10. | Botenbezirk No. II - Schwandorf: 11. - Mainwangen: 12. (a) - Mühlingen: 13. - Hecheln: 14. - Heudorf: 15. - Rorgenwies: 16. - Gallmannsweil: 17. - Liptingen: 25. | Botenbezirk No. III - Espasingen: 18. - Bodman: 19. - Stahringen: 20. - Wahlwies: 21. - Orsingen: 22. - Nenzingen: 23. - Rißtorf: 24. |

## Ausführung

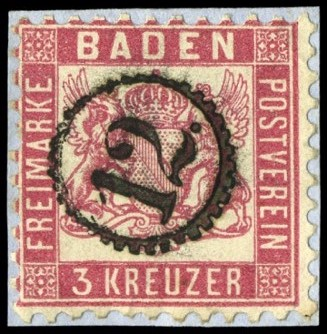
Uhrradstempel 12.
auf Baden 3 Kreuzer

Uhrradstempel kommen, da sie von Hand geschnitten wurden, in verschiedenen Typen vor.
Der Ziffer war immer ein Punkt nachgestellt. Bei Stempeln mit den Nummern 2 (Meßkirch/Thalheim) und 12 sind auch Ausführungen mit einem nachgestellten a bekannt.
Die Form des Stempels gab ihm seinen Namen: Sie erinnert an das Zahnrad eines Uhrwerks.

## Vorkommen
Auf den beförderten Briefen kommen die Uhrradstempel der Landorte nur selten als einzige Stempel vor. Das konnte nur dann der Fall sein, wenn ein Brief auf dem Botengang direkt in einen auf dem Weg befindlichen Landort befördert wurde, sonst wurden die Briefe zusätzlich immer mit dem Stempel der vorgesetzten Postexpedition oder – ab 1. Januar 1864 – mit einem Postablagestempel versehen.
Nach heutigen Erkenntnissen gab es in Baden keinen Postbezirk, in dem tatsächlich Briefladen von 1 bis 50 vorhanden waren. Es lässt sich sagen, dass das Vorkommen eines Uhrradstempels umso seltener ist, je höher seine Nummer ist.